# Ratna perfidija
Ratna perfidija je pojam iz međunarodnog humanitarnog prava i označava postupke kojima se uliva poverenje protivniku da ga navede da veruje da ima pravo, ili da je obavezan da prihvati zaštitu po pravilima međunarodnog prava koja se primenjuju u oružanim sukobima, sa namerom da se izneveri to poverenje.
Primeri perfidnih postupaka su:
- pretvaranje da se ima namera pregovaranja pod zastavom primirja ili predaje.
- pretvaranje da je neko nesposoban usled rana ili bolesti.
- pretvaranje da je neko civil i da ima  status borca
- pretvaranje da se ima zaštićeni status koristeći znakove, ambleme ili uniforme Ujedinjenih nacija ili neutralnih država.

Svi ovi postupci su izričito predviđeni Dopunskim protokolom na Ženevske konvencije iz 1977. godine i zabranjeni su i kažnjivi međunarodnim pravom.
Suprotno od ratne perfidije je pojam ratno lukavstvo koji je dozvoljen i nesankcionisan.